# Şada
Şada är en ort i Azerbajdzjan.   Den ligger i distriktet Nachitjevan, i den sydvästra delen av landet, 400 km väster om huvudstaden Baku. Şada ligger 1 574 meter över havet och antalet invånare är 161.
Terrängen runt Şada är huvudsakligen kuperad, men åt nordost är den bergig. Närmaste större samhälle är Cahri, 16,8 km söder om Şada. 
Trakten runt Şada består i huvudsak av gräsmarker. Runt Şada är det ganska glesbefolkat, med 27 invånare per kvadratkilometer.